# Chris Malette
Pour les articles homonymes, voir Malette.
Chris Malette est un homme politique canadien. Il représente la circonscription de Baie de Quinte à la Chambre des communes du Canada depuis 2025 sous la bannière du Parti libéral du Canada,.
Avant son élection, Malette servait comme conseiller municipal de Belleville.